# 岑仲勉
岑仲勉（1885年8月15日—1961年10月7日），名铭恕，字仲勉，原名汝懋，广东省顺德市人，中国历史学家。

## 生平
早年就讀於兩廣大學堂（兩廣高等學堂）、兩廣游學預備科（清粵秀書院），1908年10月入北京高等專門稅務學校，1912年12月畢業。自學成才，第一本專著《佛游天竺記考釋》為史家陳垣所賞識，1933年，岑仲勉開始在《聖心》、《輔仁學志》、《金陵學報》、《中山大學文史專刊》等雜志發表一批論著，並將文章寄給陳垣，並稱“淺學技癢，輒致喧呶”，1933年12月陈寅恪阅岑仲勉论著後寫信給陈垣：“此君想是粤人，中国将来恐只有南学，江淮已无足言，更不论黄河流域矣。”。1934年岑仲勉寫給陳垣的信中，說“校務瑣碎，日爾鮮暇”。
1937年經陳垣推薦入中央研究院歷史語言研究所。其代表作《隋唐史》，对陈寅恪隋唐史研究的观点多有批评。陳垣將其論著轉示陳寅恪，陳曰：“岑君文讀訖，極佩。”1961年10月7日病逝于廣州，葬於銀河公墓。

## 年表
- 1885年生于米商家庭。幼读私塾，对历史感兴趣，曾自读《通鉴纲目》。
- 1903年，岑仲勉考入两广大学堂，习经史、宋人理学、嘉朴学等。
- 1908年，在两广游学预备科读书。
- 同年10月，考入北京高等专门税务学校。
- 1912年12月毕业，此后辗转上海、广东、陕西等地海关、财政、税务、邮政、禁烟等部门担任小职员，与学术毫无关系，长达20多年，但坚持以业余文史研究而自娱。
- 1921年，开始有文章见诸学术刊物。此后陆续发表四五十篇论文。
- 1931年，任教于广州圣心中学。曾致力于中国植物名实考订和植物分类学研究。
- 1934年，任上海暨南大学秘书兼文书主任一年。同年第一本专著《佛游天竺记考释》由商务印书馆出版，得到陈垣的注意。此后陈垣多次向学术界介绍，终于引起关注。
- 1935年６月，受聘中山大学研究院文科研究所历史学部名誉导师。
- 1937年，担任中央历史语言研究所任研究员。虽出身寒微，但在该所工作十一年中所得成果和著述，居同仁中榜首。
- 1948年7月，任教中山大学历史系，直至去世。

## 著作

### 中外史地考证
- 《佛游天竺记考释》，1934年
- 《突厥集史》，1958年
- 《西突厥史料补阙及考证》，1958年中华书局出版
- 《汉书西域传地里校释》，1959年定稿，1981年中华书局出版
- 《中外史地考证》，1960年编定，1962年中华书局出版

《唐史余瀋》封面

### 隋唐史
- 《元和姓纂四校记》，1936年始撰，1948年上海商务印书馆出版
- 《唐集质疑》，1937年完成
- 《唐人行第录》，1938年完成
- 《读全唐文札记》、《读全唐诗札记》，1939年完成。以上四种于1960年定稿，1962年中华书局上海编辑所出版
- 《隋书求是》，1945年完成，1958年商务印书馆出版
- 《隋唐史》，1950－1953年撰写，1957年高等教育出版社出版
- 《府兵制度研究》，1955年完成，1957年上海人民出版社出版
- 《通鉴隋唐纪比事质疑》，1958年定稿，1964年中华书局出版
- 《金石论丛》，1959年定稿，1981年上海古籍出版社出版
- 《唐史余瀋》，1960年中华书局上海编辑所出版
- 《郎官石柱题名新考订》，1961年未完稿，1984年上海古籍出版社出版
- 《岑仲勉史学论文集》，1990年中华书局出版
- 《岑仲勉史学论文续集》，2004年中华书局出版

### 其他
- 《墨子城守各篇简注》，1948年完成，1958年中华书局出版
- 《黄河变迁史》，1950－1952年撰写，1955年定稿，1957年人民出版社出版
- 《西周社会制度问题》，1954－1955年撰写，1956年新知识出版社出版
- 《两周文史论丛》，1957年编定，1958年商务印书馆出版